# Национальная астрономическая обсерватория Льяно-дель-Ато
Национальная астрономическая обсерватория Льяно-дель-Ато — астрономическая обсерватория, основанная в 1970 году в 50 км к северо-востоку от города Мерида, штат Мерида, Венесуэла. Данная обсерватория является главной в Венесуэле и находится в ведении en:Centro de Investigaciones de Astronomia (CIDA).

## Инструменты обсерватории
- 1-м камера Шмидта Askania
- телескоп-рефлектор Цейсса
- 65-см (f=10,6 м) большой рефрактор Цейсса
- двойной астрограф Askania

## Основные достижения
- O. A. Naranjo с 1992 по 1999 год открыл 35 астероидов[1]
- Открытие астероида en:196476 Humfernandez
- Участие в проекте: en:Quasar Equatorial Survey Team — участие в открытии потока Девы

## Известные сотрудники
- Orlando Naranjo (O. A. Naranjo) — открыватель астероидов

## Интересные факты
- В честь обсерватории назван первый астероид, открытый в ней: en:11193 Mérida